# ГЕС Акіба 1, 2, 3
ГЕС Акіба 1, 2, 3 (秋葉第一発電所, 秋葉第二発電所, 秋葉第三発電所) — гідроенергетичний комплекс в Японії на острові Хонсю. Знаходячись між ГЕС Сакума II (32 МВт, вище по течії) та ГЕС Фунагіра (так само 32 МВт), входить до складу каскаду на річці Тенрю, яка впадає до Тихого океану біля міста Хамамацу.

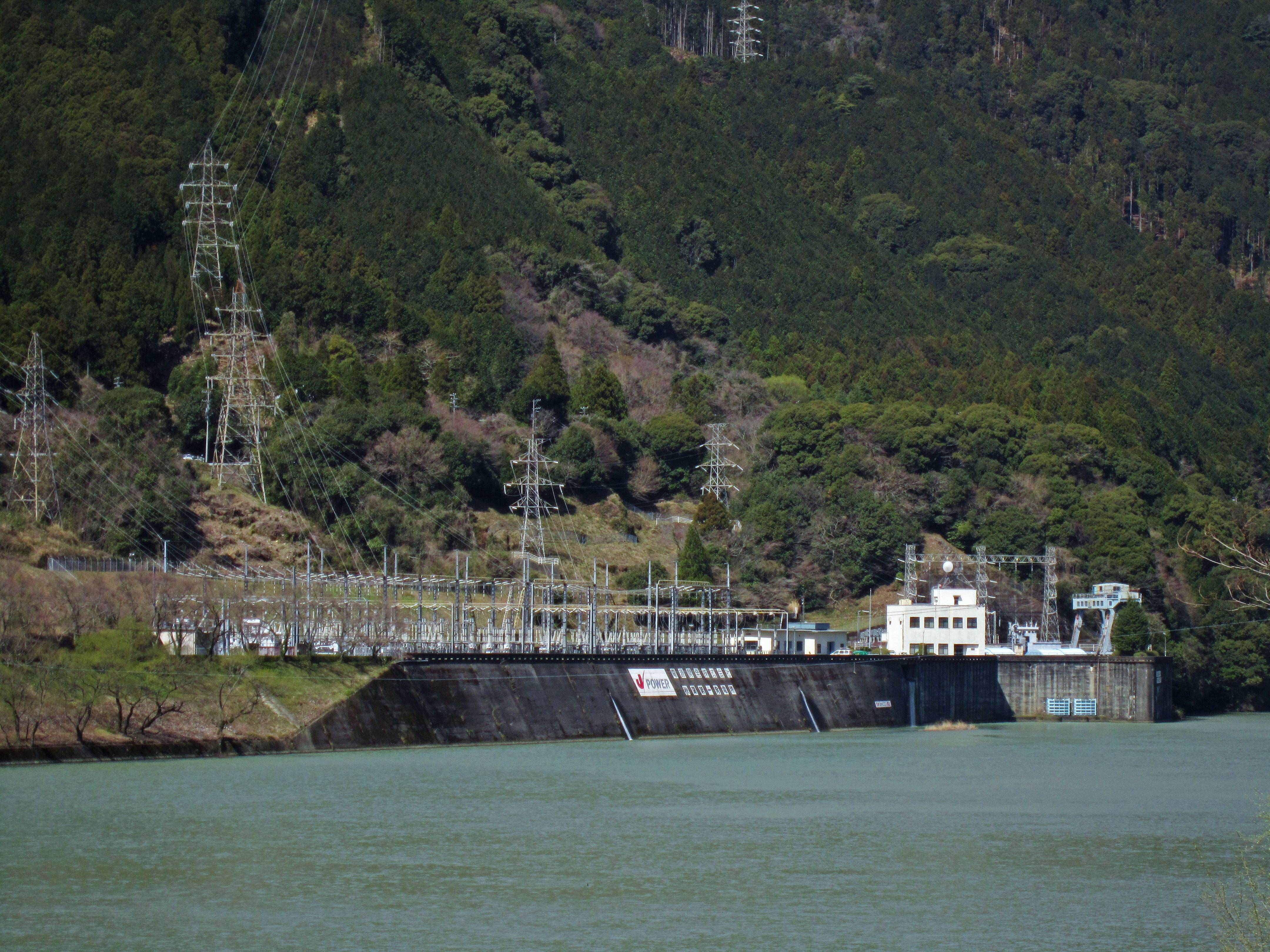
Машинний зал Акіба І

У межах проєкту річку перекрили бетонною гравітаційною греблею висотою 84 метри, довжиною 273 метри то шириною по основі 63 метри, яка потребувала 515 тис. м3 матеріалу. Вона утворила водосховище з площею поверхні 1,9 км2 і об'ємом 34,7 млн м3 (корисний об'єм 7,8 млн м3), в якому припустиме коливання рівня між позначками 104 та 108 метрів НРМ.
У 1958-му ввели в дію два машинні зали. Ресурс до залу Акіба 1 подається через прокладений у правобережному масиві дериваційний тунель довжиною 4,9 км із діаметром 7 метрів, який переходить у два напірні водоводи довжиною по 0,19 км зі спадаючим діаметром від 4,7 до 3,6 метра. У системі також працює вирівнювальний резервуар діаметром 25 метрів та висотою 41 метр. У підсумку ресурс потрапляє на дві турбіни типу Френсіс потужністю по 26,3 МВт (номінальна потужність станції рахується як 45,3 МВт), котрі використовують напір у 49 метрів та забезпечують виробництво 358 млн кВт·год електроенергії на рік.
Зал Акіба 2 розташований біля самої греблі та живиться через водовід зі спадаючим діаметром від 5 до 4,8 метра. Тут встановлена одна турбіна типу Каплан потужністю 38 МВт (номінальна потужність станції рахується як 34,9 МВт), котра використовує напір у 37 метрів та забезпечує виробництво 115 млн кВт·год електроенергії на рік. Відпрацьована вода повертається до річки по відвідному тунелю довжиною 1,2 км з діаметром 7 метрів.
На початку 1990-х комплекс доповнили залом Акіба 3. Він так само розташований біля самої греблі та живиться через водовід зі спадаючим діаметром від 5,3 до 5 метрів. Тут встановлені дві турбіни типу Френсіс — одна потужністю 46,5 МВт та інша з показником 1,8 МВт (загальна номінальна потужність станції рахується як 46,9 МВт), котрі використовують напір у 47 метрів. Відпрацьована вода потрапляє до нижньої балансувальної камери розмірами 50 × 7 × 16 метрів, а потім до відвідного тунелю довжиною 3,6 км із діаметром 6,5 метра, з якого спрямовується в іригаційну систему.